# Constantine d'Osroène
Pour les articles homonymes, voir Antioche (homonymie), Maximianopolis (homonymie), Constantine et Tella.
Constantine d'Osroène est une ancienne cité romaine située en Osroène, au nord de la Mésopotamie, sur la route entre Nisibe et Carrhes, près d'Édesse. Elle est un temps la résidence du dux Mesopotamiae après Nisibe et avant Dara.
On la situe généralement près de Viranşehir en Turquie.

## Toponymie
Le nom de la ville semble avoir considérablement varié selon les époques et les auteurs. On trouve les formes suivantes :
- Constantine ou Konstantina (Κωνσταντίνα)[3]
- Constantia[4]
- Antoninopolis[5]
- Nicéphorion, Nicephorium ou Nikephorion (Νικηφόριον)[6]
- Maximianopolis (Μαξιμιανούπολις)[5]
- Constantinople d'Osroène[7]
- Tella[2]
- Antioche de Mésopotamie (Ἀντιόχεια τῆς Μεσοποταμίας), Antioche d'Arabie (Ἀντιόχεια ἡ Ἀραβική)[8].

## Histoire
Selon Pline l'Ancien, elle est fondée par Séleucos Ier Nicator, après la mort d'Alexandre le Grand. D'après l'historien byzantin Jean Malalas, c'est Constantin Ier qui la fonde sur le site de l'ancienne Maximianopolis, détruite par une attaque des Sassanides et par un séisme. Jacques Baradée est né à proximité de la cité.
En tant qu'évêché suffragant d'Édesse, elle est appelée Constantine ou Tella. Parmi les évêques dont le nom est connu, on citera Sophronius, qui participe au synode d'Antioche en 445. Lors du deuxième concile d’Éphèse en 449, Sophronius est mis en accusation pour pratiques de magie et astrologie. 
Maurice y arrête une invasion sassanide lors d'une bataille en 582 où périt le général perse Tamkhosrau. Durant la guerre perso-byzantine de 602-628, elle est conquise par les Sassanides peu avant 610 avant d'être reprise par Héraclius quelques années plus tard. Elle tombe définitivement entre les mains des Arabes en 639.
Paul de Tella, évêque syrien monophysite exilé à Alexandrie, traduit la Bible en syriaque en 616 à partir de la traduction grecque des Septante. Il suit la version d'Origène dont il reprend les astérisques et les obèles. 
Si Constantine n'est plus un évêché résidentiel, elle reste un siège titulaire de l'Église catholique (vacant depuis 1979).